# Kristen Touborg
Kristen Touborg Jensen (født 23. november 1943, død 29. juni 2017 ved Holstebro) var en dansk landmand og politiker som repræsenterede Socialistisk Folkeparti i Folketinget 1994-2011, valgt i Ringkøbing Amtskreds.

## Liv og karriere
Kristen Touborg blev født 23. november 1943 i Gudum som søn af gårdejer Laurids Touborg Jensen og husmoder Petrea Touborg Jensen. Han gik på Gudum Friskole 1950-58, Salling Ungdomsskole 1959, blev færdig fra Lægård Landbrugsskole 1965 og gik et år på Uldum Højskole i 1966. Han var selvstændig landmand fra 1968.
Kristen Touborg var medlem af Lemvig Byråd for SF 1978-98. Han var han medlem af SF's hovedbestyrelse fra 1990 og af SF's Forretningsudvalg 1992-94. Han var partiets kandidat i Ringkøbingkredsen fra 1990.
Kristen Touborg var medlem af Statens Jordlovsudvalg 1982-90 og formand for Jordbrugskommissionen for Ringkøbing Amt i samme periode. Han var medlem af af Vestkrafts bestyrelse 1990-94 og af Nykredits Styrelsesråd 1991-2001. I perioden 1997-2000 var han medlem af bestyrelsen for Hypotekbanken.
23. april 2008 stemte Kristen Touborg sammen med Pernille Frahm, Eigil Andersen og Jonas Dahl imod Lissabontraktaten og dermed imod Socialistisk Folkepartis partilinje. Ved folketingsvalget i 2011 mistede han sin plads i Folketinget.
Kristen Touborg var gift med Anna Marie Touborg og far til tre, deriblandt Karen Touborg (født 1972) og Mette Touborg (født 1973).
Han omkom i en trafikulykke ved Nybo Bakke på Herningvej i Holstebro den 29. juni 2017 kl. 12.13. Ved samme ulykke blev hustru Anna Marie alvorligt kvæstet.